# انجمن مخفی

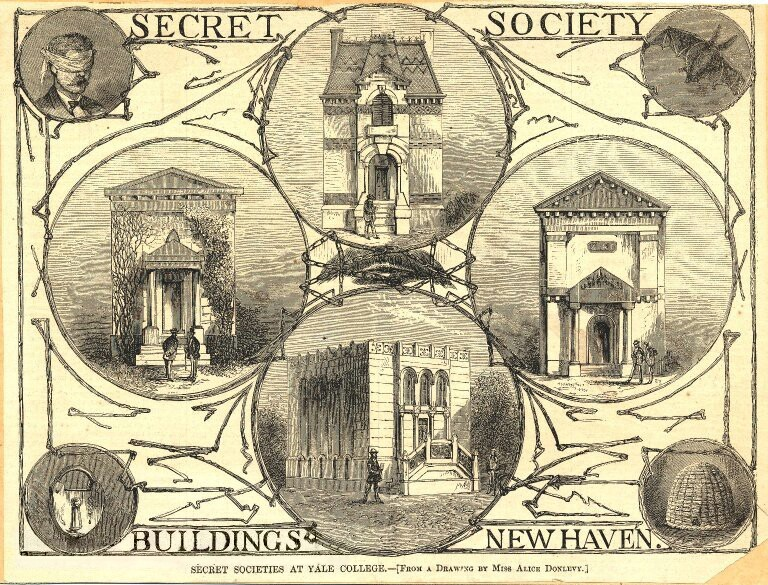
"ساختمان‌های انجمن‌های سری در کالج ییل" اثر آلیس دانلوی، حدود ۱۸۸۰ میلادی. تصویر شامل ساختمان‌های زیر است: انجمن سای آپسیلون (شاخه بتا)، خیابان های ۱۲۰. در وسط تصویر، سمت چپ: انجمن جمجمه و استخوان (انجمن امانی راسل)، خیابان های ۶۴. در وسط تصویر، سمت راست: انجمن دلتا کاپا اپسیلون (شاخه فی)، ضلع شرقی خیابان یورک، جنوب خیابان اِلم. پایین تصویر: انجمن طومار و کلید (انجمن امانی کینگزلی SSS نانسی)، خیابان کالج ۴۹۰.

انجمن مخفی سازمانی است که اطلاعات مربوط به فعالیت‌ها، رویدادها، ساختار داخلی و اعضای خود را از دید عموم پنهان می‌دارد. این پنهان‌کاری می‌تواند شامل خودِ وجودِ انجمن نیز باشد، اگرچه الزامی نیست. به عبارت دیگر، یک انجمن سری ممکن است وجود خود را آشکارا اعلام کند، اما همزمان اطلاعات مربوط به فعالیت‌ها، اعضا و نحوه اداره خود را مخفی نگه دارد. این اصطلاح معمولاً گروه‌های مخفی مانند سازمان‌های اطلاعاتی یا گروه‌های چریکی را که فعالیت‌ها و اعضای خود را مخفی می‌کنند اما در عرصۀ عمومی حضور دارند، در بر نمی‌گیرد.
برخی از این گروه‌ها در دانشگاه ها و حوزه‌علمیه تشکیل می‌شوند مثل محفل مخفی جمجمه و استخوان، محفل مخفی سرِ گرگ و محفل مخفی طومار و کلید در دانشگاه ییل. 

## تعاریف
تعیین دقیق معیارهایی که یک گروه را در زمرۀ «انجمن‌های مخفی» قرار می‌دهد، همواره محل بحث بوده است. با این حال، معیار مشترک ذکر شده در اکثر تعاریف میزان تأکید سازمان بر محرمانگی است. به بیان دیگر، هرچه سازمانی بیشتر بر پنهان‌کاری اصرار ورزد، احتمال اینکه «انجمن مخفی» تلقی شود، بیشتر است. این پنهان‌کاری می‌تواند شامل موارد زیر باشد: حفظ و انتقال دانش سری، انکار عضویت یا آگاهی از وجود گروه نزد دیگران، ایجاد شدن پیوندهای شخصی عمیق بین اعضا و استفاده از آیین‌ها یا رسومی محرمانه که به تقویت همبستگی و هویت گروهی کمک می‌کنند.
از منظر مردم‌شناسی و تاریخ، انجمن‌های مخفیپیوند عمیقی با مفهوم «مردان متحد» (Männerbund) یا برادری دارند. این مفهوم به گروه‌های جنگجوی تماماً مردانه در فرهنگ‌های پیشامدرن اشاره دارد که با هدف ایجاد حس رفاقت، وفاداری و تعهد در میان اعضای خود شکل می‌گرفتند. (برای مطالعه بیشتر رجوع کنید به: H. Schurtz، Alterklassen und Männerbünde، برلین، ۱۹۰۲ و A. Van Gennep، The Rites of Passage، شیکاگو، ۱۹۶۰).
برخی پژوهشگران «شجره‌نامه‌ای» از انجمن‌های مخفی فراهم آورده‌اند، هرچند ممکن است کامل نباشد.
آلن اکسلرود، نویسندۀ کتاب «دایره‌المعارف بین‌المللی انجمن‌های مخفی و طریقت‌های برادری»، انجمن مخفی را این‌گونه تعریف می‌کند: 

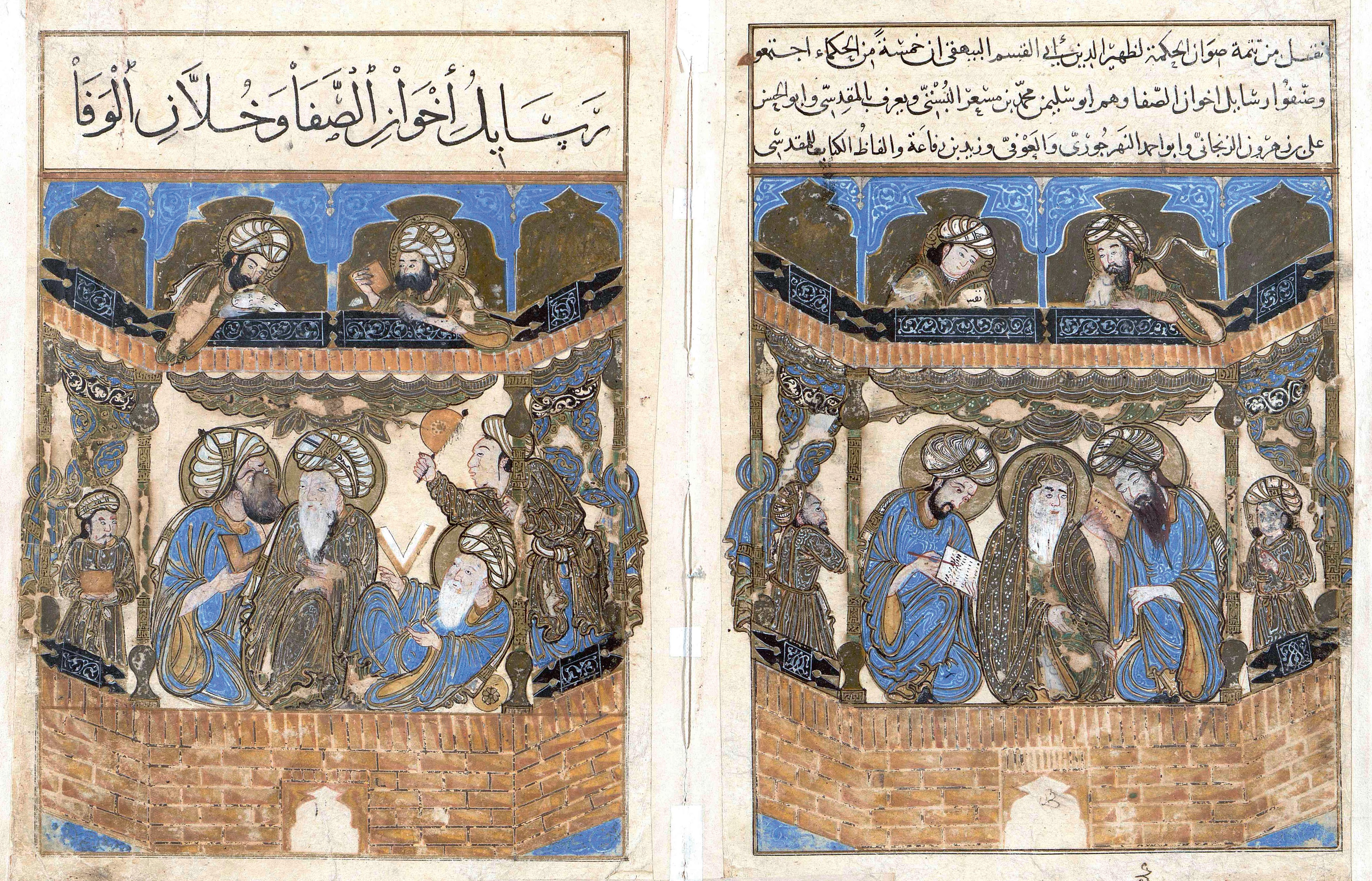
اخوان الصفا انجمنی مخفی از فیلسوفان مسلمان بودند که در قرن نهم یا دهم میلادی در سرتاسر سرزمین‌های اسلامی، مخصوصاً ایران، فعالیت می‌کردند.

«انجمن مخفی سازمانی است که سه مؤلفه داشته باشد:
- انحصاری باشد:  یعنی عضویت در آن برای عموم آزاد نیست و شرایط و ضوابط خاصی دارد.
- مدعیِ داشتن اسرار ویژه باشد:  یعنی دانش یا اطلاعاتی دارد که فقط در اختیار اعضای آن قرار می‌گیرد.
- تمایل شدیدی به حمایت از اعضای خود نشان بدهد:  یعنی منافع اعضای خود را بر منافع دیگران ارجح می‌داند».

ریچارد بی. اسپنس، مورخ دانشگاه آیداهو، تعریفِ سه مؤلّفه‌ای مشابهی ارائه می‌دهد:

- وجود گروه معمولاً مخفی نیست، اما برخی باورها یا اعمال از دید عموم پنهان می‌ماند:  برای آگاهی از این باورها و اعمال، سوگند رازداری و وفاداری به گروه الزامی است.
- گروه به اعضا وعده جایگاه یا دانش برتر می‌دهد:  یعنی عضویت در گروه مزایایی دارد که در دسترس عموم نیست.
- عضویت در گروه به نوعی محدود است:  این محدودیت می‌تواند بر اساس نژاد، جنسیت، وابستگی مذهبی یا صرفاً دعوتنامه باشد.

اسپنس همچنین زیرمجموعه‌ای به نام «انجمن‌های مخفی نخبگان» را مطرح می‌کند که متشکل از افراد ثروتمند یا بانفوذ در جامعه هستند. او اشاره می‌کند که انجمن‌های سری اغلب، اگر نه همیشه، مستعد جناح‌بندی، درگیری داخلی و ادعای قدمتی بیش از آنچه قابل اثبات باشد، هستند. تعریف اسپنس شامل گروه‌هایی می‌شود که به طور سنتی به عنوان انجمن مخفی شناخته می‌شوند (مانند فراماسون‌ها و رُز-صلیبی‌ها) و گروه‌های دیگری که معمولاً در این دسته قرار نمی‌گیرند، مانند برخی گروه‌های تبهکار سازمان‌یافته (مثل مافیا)، طریفت‌های مذهبی (مانند فرقۀ حشاشین، اخوان الصفا، سلسله‌های خاکسار، ذهبیه، نعمت‌اللهی) و جنبش‌های سیاسی (مانند بلشویکها و انجمن اژدهای سیاه).
جاسپر ریدلی، مورخ، فراماسونری را «قدرتمندترین انجمن مخفی جهان» می‌داند.
سازمان اُپوس دِئی (به لاتین به معنای «کارِ خدا») به عنوان یکی از انجمن‌های مخفی کلیسای کاتولیک شناخته می‌شود. منتقدانی مانند ولادیمیر لدوخوفسکی، کشیش یسوعی‌، گاهی اوقات اُپوس دِئی را نوعی فراماسونری کاتولیک (یا مسیحی یا «سفید») نامیده‌اند. منتقدان دیگر اُپوس دِئی را «مافیای مقدس» یا «سانتا مافیا» می‌نامند.
انجمن ملّی مسیحیان آمریکا (۱۸۶۸–۱۹۸۳) نمونه‌ای از سازمانی است که با انجمن‌های مخفی مخالف است.

## حوزه‌های فعالیت

### سیاست
از آنجا که برخی از انجمن‌های سری اهداف و بلندپروازی‌های سیاسی دارند، در بسیاری از کشورها غیرقانونی اعلام شده‌اند. برای مثال، ایتالیا (قانون اساسی ایتالیا، بخش ۲، مواد ۱۳–۲۸) و لهستان، در قوانین اساسی خود، تشکیل احزاب سیاسی مخفی و سازمان‌های سیاسی مخفی را ممنوع کرده‌اند.

### کالج‌ها و دانشگاه‌ها
بسیاری از انجمن‌های دانشجویی که در دانشگاه‌های ایالات متحده تأسیس شده‌اند، به عنوان انجمن مخفی در نظر گرفته می‌شوند. شاید دو مورد از مشهورترین انجمن‌های مخفی دانشگاهی، «محفل مخفی جمجمه و استخوان» و «محفل مخفی سرِ گرگ» در دانشگاه ییل باشند. تأثیر انجمن‌های مخفی دانشجویی در دانشگاه‌هایی مانند هاروارد، کرنل، ایالتی فلوریدا، دارتموث، اموری، شیکاگو، ویرجینیا، جورج تاون، نیویورک و ولزلی از قرن نوزدهم به طور علنی، البته همچنان به صورت ناشناس و محتاطانه، تأیید شده است.
دانشگاه‌های بریتانیا سابقه طولانی در داشتنِ انجمن‌های مخفی یا کلوپ‌های نیمه‌مخفی دارند. از جمله این کلوپ‌ها می‌توان به "کلوپ پیت" در دانشگاه کمبریج، "کلوپ بولینگدون" در دانشگاه آکسفورد، "کلوپ کیت کندی"، "کلوپ کنزینگتون" و "کلوپ پرتورین" در دانشگاه سنت اندروز و "کلوپ ۱۶" در کالج سنت دیوید کشور ولز اشاره کرد. یکی دیگر از انجمن‌های مخفی بریتانیا، "حواریون کمبریج" است که در سال ۱۸۲۰ به عنوان یک انجمن مقاله‌خوانی و مناظره تأسیس شد. همه انجمن‌های مخفی در دانشگاه‌های بریتانیا صرفاً دانشگاهی نیستند. برای مثال، عضویت در «شب‌نوردان کمبریج» و «شب‌نوردان آکسفورد» علاوه بر هوش و ذکاوت، به قدرت بدنی نیز نیاز دارد.
در فرانسه، "واندرموند" یکی از انجمن‌های مخفی «کنسرواتوار ملی هنر و صنایع دستی» است.
از جمله انجمن‌های مخفی در کانادا می‌توان به "اِپیسکوپون" در کالج ترینیتی دانشگاه تورنتو و "انجمن توث" در دانشگاه بریتیش کلمبیا اشاره کرد.
تشکیل انجمن‌های مخفی در برخی کالج‌ها ممنوع است. برای مثال، مؤسسه نظامی ویرجینیا قوانینی دارد که طبق آن هیچ دانشجوی نظامی نمی‌تواند به انجمن مخفی بپیوندد، و انجمن‌های مخفی از سال ۱۸۴۷ تا به امروز در کالج اُبرلین و از آغاز قرن بیستم در دانشگاه پرینستون ممنوع شده‌اند.
انجمن‌های برادری در نیجریه گروه‌های دانشجویی شبیه به انجمن‌های مخفی در آموزش عالی هستند که برخی از آن‌ها سابقه خشونت و جنایت سازمان‌یافته دارند. تعداد دقیق کشته‌شدگان در اثر فعالیت‌های این انجمن‌ها مشخص نیست. بر اساس یک تخمین در سال ۲۰۰۲، ۲۵۰ نفر در قتل‌های مرتبط با فرقه‌های دانشگاهی نیجریه در دهه گذشته کشته شده‌اند، در حالی که گروه لابی‌گر "پروژه اخلاق امتحان" تخمین می‌زند که ۱۱۵ دانشجو و معلم بین سال‌های ۱۹۹۳ تا ۲۰۰۳ کشته شده‌اند.
تصور می‌شود که "انجمن دوشنبه‌های اجباری" در دانشگاه‌های مختلف استرالیا از جمله آکادمی نیروی دفاعی استرالیا فعالیت می‌کند. این انجمن دارای بخش‌های متعددی است که فقط دوشنبه‌ها برای بحث در مورد کارهای مربوطه و انجام مراسم ملاقات می‌کنند.
تنها انجمن مخفی که لغو و سپس قانونی شد، "فیلوماث‌ها" است که اکنون یک انجمن دانشگاهی قانونی است که به عضوگزینی سخت‌گیرانه و دقیق شهرت دارد.

### اینترنت
در حالی که احتمال وجودِ انجمن‌های مخفی در اینترنت سال‌ها حدس زده می‌شد، انجمن‌های مخفی مبتنی بر اینترنت برای اولین بار در سال ۲۰۱۲  زمانی که "سیکادا ۳۳۰۱"  از طریق طرح معماهای اینترنتی شروع به جذب نیرو از بین عموم مردم کرد، آشکار شدند. اهداف این انجمن هنوز ناشناخته است، اما گمان می‌رود که در زمینه رمزنگاری فعالیت می‌کند.

## انجمن‌های مخفی در سراسر جهان
در ادامه فهرستی از انجمن‌های مخفی معاصر و تاریخی در قاره‌های مختلف ارائه شده است:

### آفریقا

#### کامرون:
- - اِکپه (Ekpe)

#### غنا:
- - سیمو (Simo)

#### گینه:
- - پورو (Poro)
  - انجمن سانده (Sande society)

#### ساحل عاج:
- - پورو (Poro)
  - انجمن سانده (Sande society)

#### لیبریا:
- - انجمن کروکودیل (Crocodile Society)
  - پورو (Poro)
  - انجمن سانده (Sande society)

#### مالی:
- - سیمو (Simo)

#### نیجریه:
- - اِکپه (Ekpe)
  - اِنزه نا اُزو (Nze na Ozo)
  - اُگبونی (Ogboni)
  - انجمن‌های برادری در نیجریه (Confraternities in Nigeria)

#### سیرالئون:
- - انجمن کروکودیل (Crocodile Society)
  - انجمن پلنگ (Leopard Society)
  - پورو (Poro)
  - انجمن سانده (Sande society)
  - سیمو (Simo)

#### آفریقای جنوبی:
- - افریقانر برودربوند (Afrikaner Broederbond)
  - افریقانربوند (Afrikanerbond)

#### زیمبابوه:
- - نیاو (Nyau)

### آسیا

#### ایران
(برای مطالعۀ بیشتر بنگرید به انجمن مخفی (ایران)، فراماسونری در ایران، فراموشخانه و فراماسونری در ایران)
ایران سال‌ها مهد انجمن‌های مخفی بوده است که مشهورترینِ آن‌ها عبارتند از اخوان الصفا، باطنیان، طریقت‌ها و سلسله‌های مختلف درویشان و متصوفه، انجمن سری آزادی‌خواهان، جامع آدمیت و غیره.

#### چین:
- انجمن‌های مخفی قرن‌ها نقش مهمی در امور چین ایفا کرده‌اند. آنها جنبه کلیدی احساسات ضد چینگ در قرن بیستم بودند. پس از فروپاشی سلسله چینگ، آن‌ها به طور ضمنی توسط دولت ملی‌گرا حمایت می‌شدند و به طور فعال با آن همکاری می‌کردند. با ایفای نقش‌های برجسته در تاریخ، آن‌ها در دهه ۱۹۵۰ توسط کمپین‌های ضد انجمن مخفی دولت تازه تأسیس جمهوری خلق چین هدف قرار گرفتند.[۳۸]  نمونه‌هایی از انجمن‌های مخفی چینی عبارتند از:
  - انجمن مشت‌های درستکار و هماهنگ (Society of Righteous and Harmonious Fists)
  - انجمن سری های سان (Hai San Secret Society)
  - فانوس‌های قرمز (Red Lanterns)
  - انجمن نیزه سرخ (Red Spear Society)
  - تیاندی‌هویی، انجمن آسمان و زمین (Tiandihui, Society of the Heaven and the Earth)
  - انجمن شن زرد (Yellow Sand Society)
  - نیلوفر سفید (White Lotus)
  - پادشاهی آسمانی رضایت جاودانه (Heavenly Kingdom of Everlasting Satisfaction)

#### هند:
- انجمن‌های سری در هند عبارتند از:
  - پاراماهانزا ماندالی (Paramahansa Mandali)
  - آبهیناو بهارتی (Abhinav Bharti)

#### ژاپن:
- انجمن‌های سری در ژاپن عبارتند از:
  - انجمن اژدهای سیاه (Black Dragon Society)
  - انجمن برگ دوتایی (Double Leaf Society)
  - گِن‌یوشا (Gen'yōsha)
  - اژدهای سبز (Green Dragon)
  - ساکوراکای (Sakurakai)

#### مالزی:
- انجمن‌های سری در مالزی عبارتند از:
  - آنگ سون تانگ (Ang Soon Tong)
  - گی هین کونگسی (Ghee Hin Kongsi)
  - واه کی (Wah Kee)

#### فیلیپین:
- انجمن‌های سری در فیلیپین عبارتند از:
  - لا لیگا فیلیپینا (La Liga Filipina)
  - کاتیپونان (Katipunan)

#### سنگاپور:
- - آنگ سون تانگ (Ang Soon Tong)
  - گی هین کونگسی (Ghee Hin Kongsi)
  - سالاکائو (Salakau)
  - واه کی (Wah Kee)
  - فراماسونری (Freemasonry)

### استرالیا
- انجمن‌های سری در استرالیا عبارتند از:
  - فراماسونری[۳۹]
  - اعضای فرد (Odd Fellows)[۴۰]
  - طریقت سلطنتی پیش از طوفان بوفالوها (Royal Antediluvian Order of Buffaloes)[۴۱]
  - تانگ (Tong)

### اروپا
چندین انجمن سری در سراسر اروپا وجود دارند، از جمله:
- طریقت باستانی فری‌اسمیت‌ها (Ancient Order of Freesmiths) (Freischmiede)
- فراماسونری (Freemasonry)
- تمپلارهای افتخار و اعتدال (Templars of Honor and Temperance)
- رُز-صلیبی‌ها (Rosicrucianism)

سایر سازمان‌ها بر اساس کشور فهرست شده‌اند.

#### آلبانی:
- - انجمن سیاه برای نجات (Black Society for Salvation)
  - کمیته سری برای آزادی آلبانی (Secret Committee for the Liberation of Albania)

#### بلغارستان:
- - کمیته انقلابی سری مرکزی بلغارستان (Bulgarian Secret Central Revolutionary Committee)
  - برادری انقلابی سری بلغارستان (Bulgarian Secret Revolutionary Brotherhood)
  - کمیته انقلابی سری مرکزی بلغارستان (Bulgarian Secret Central Revolutionary Committee)
  - سازمان انقلابی سری جوانان مقدونیه (Macedonian Youth Secret Revolutionary Organization)

#### فنلاند:
- - انجمن شفق قطبی (Aurora Society)
  - طریقت معبد شرق (Ordo Templi Orientis)
  - والهالاوردن (Valhallaorden)

#### فرانسه:
- - انجمن جوانان لهستان "زِت" (Association of the Polish Youth "Zet")
  - گروه بورباکی (Bourbaki group)
  - لا کاگول (La Cagoule)
  - کربناری (Carbonari)
  - همراهان وظیفه (Compagnons du Devoir)
  - شرکت مقدس مقدس (Company of the Blessed Sacrament)
  - اِلینوگِلاسو زِنودوچیو (Ellinoglosso Xenodocheio)
  - هیِرون دو وال دُور (Hiéron du Val d'Or)
  - طریقت معبد خورشیدی (Order of the Solar Temple)
  - صومعه صهیون (Priory of Sion)
  - انجمن حقوق بشر (Society of the Rights of Man)

#### آلمان:
- - طریقت باستانی فری‌اسمیت‌ها (Ancient Order of Freesmiths)
  - انجمن جوانان لهستان "زِت" (Association of the Polish Youth "Zet")
  - گِرمَنِن‌اُردِن (Germanenorden)
  - ایلومیناتی (Illuminati)
  - طریقت تمپلارهای جدید (Order of the New Templars)
  - طریقت معبد شرق (Ordo Templi Orientis)
  - اشنِز-تروپه (Schnez-Truppe)
  - انجمن توله (Thule Society)
  - توگِندبوند (Tugendbund)
  - طریقت باستانی متحد دروییدها (United Ancient Order of Druids)

#### یونان:
- - تیم اِپسیلون (Epsilon Team)
  - اِتنیکی اِتِریا (Ethniki Etaireia)
  - طریقت معبد شرق (Ordo Templi Orientis)

#### ایرلند:
- - مدافعان (Defenders)
  - کلوپ آتش جهنم (Hellfire Club)
  - برادری جمهوری‌خواه ایرلند (Irish Republican Brotherhood)
  - مولی مگوایرها (Molly Maguires)
  - قوس سلطنتی بنفش (Royal Arch Purple)
  - پسران سفید (Whiteboys)

#### ایتالیا:
- - کربناری (Carbonari)
  - فاشیو اُپرایو (Fascio Operaio)
  - شوالیه‌های آخرالزمان (Knights of the Apocalypse)
  - پروپاگاندا دوئه (Propaganda Due)

#### لهستان:
- - انجمن جوانان لهستان "زِت" (Association of the Polish Youth "Zet")
  - طریقت معبد شرق (Ordo Templi Orientis)
  - زارزِویِه (Zarzewie)

#### پرتغال:
- کربناریا (Carbonária)
- طریقت نظامی مسیح (Military Order of Christ)

#### روسیه:
- انجمن جوانان لهستان "زِت" (Association of the Polish Youth "Zet")
- لیوبو مودری (Lyubomudry)
- طریقت معبد شرق (Ordo Templi Orientis)
- حلقه پِتراشِوسکی (Petrashevsky Circle)
- حلقه سری مقدونیه-آدریانوپل (Secret Macedonian-Adrianople Circle)
- انجمن جنوبی دِکابریست‌ها (Southern Society of the Decembrists)
- اتحاد نجات (Union of Salvation)
- اتحاد رفاه (Union of Prosperity)

#### صربستان:
- دست سیاه (Black Hand)
- هیئت اصلی برای آزادی صرب (Main Board for Serb Liberation)
- طریقت معبد شرق (Ordo Templi Orientis)
- سازمان سری صربستان در بوسنی شرقی (Serbian secret organization in eastern Bosnia)
- دست سفید (White Hand)

#### اسپانیا:
- محرومان (The Disinherited)
- مانو نِگرا (دست سیاه) (Mano Negra (Black Hand))
- طریقت معبد شرق (Ordo Templi Orientis)
- انجمن فرشته نابودگر (Society of the Exterminating Angel)
- اتحاد نظامی اسپانیا (Spanish Military Union)

#### بریتانیا:
- A∴A∴
- کلوپ بولینگدون (Bullingdon Club)
- کلوپ سر گوساله‌ها (Calves' Head Club)
- حواریون کمبریج (Cambridge Apostles)
- کنفدراسیون (Confederacy)
- گورموگون‌ها (Gormogons)
- خیابان ۵ هرتفورد (5 Hertford Street)
- کلوپ آتش جهنم (Hellfire Club)
- طریقت هرمسی طلوع طلایی (Hermetic Order of the Golden Dawn)
- کلمه سوارکار (The Horseman's Word)
- مولی مگوایرها (Molly Maguires)
- اقدام ملی (National Action)
- شب‌نوردان کمبریج (The Night Climbers of Cambridge)
- شب‌نوردان آکسفورد (The Night Climbers of Oxford)
- لیگ نوردیک (Nordic League)
- اعضای فرد (Odd Fellows)
- برادری اُدین (Odin Brotherhood)
- طریقت چِرنیا (Order of Chaeronea)
- طریقت دروییدها (Order of Druids)
- طریقت باغبانان آزاد (Order of Free Gardeners)
- طریقت معبد شرق (Ordo Templi Orientis)
- طریقت سلطنتی پیش از طوفان بوفالوها (Royal Antediluvian Order of Buffaloes)
- کلوپ ۱۶ (The 16' Club)
- مدرسه شب (The School of Night)
- گاو اسکاتلندی (Scotch Cattle)
- گره مهر و موم شده (Sealed Knot)
- تانگ (Tong)
- طریقت باستانی متحد دروییدها (United Ancient Order of Druids)

### آمریکای شمالی

#### کانادا:
انجمن‌های سری در کانادا که غیر دانشگاهی هستند عبارتند از:
- فنیان‌ها (Fenians)
- فراماسونری (Freemasonry)
- انجمن‌های شکارچیان (Hunters' Lodges)
- طریقت مستقل اعضای فرد (Independent Order of Odd Fellows) [۴۰]
- کو کلاکس کلان (Ku Klux Klan) [۴۰]
- طریقت معبد خورشیدی (Order of the Solar Temple)
- طریقت ژاک-کارتیه (Ordre de Jacques-Cartier) [fr] [۴۰]
- طریقت معبد شرق (Ordo Templi Orientis)
- انجمن خواهران P.E.O. (P.E.O. Sisterhood)
- تانگ (Tong)

#### کوبا:
- آباکوا (Abakuá)

#### ایالات متحده:
انجمن‌های سری در ایالات متحده که غیر دانشگاهی هستند عبارتند از:
- آباکوا (Abakuá)
- انجمن پروتستان آمریکایی (American Protestant Association)
- برادری یئومن‌های آمریکایی (Brotherhood of American Yeomen)
- فنیان‌ها (Fenians)
- فراماسونری (Freemasonry)
- انجمن‌های شکارچیان (Hunters' Lodges)
- شوالیه‌های کلمبوس (Knights of Columbus)
- شوالیه‌های حلقه طلایی (Knights of the Golden Circle)
- شوالیه‌های آزادی (Knights of Liberty)
- شوالیه‌های عمل متقابل (Knights of Reciprocity)
- کو کلاکس کلان (Ku Klux Klan)
- مولی مگوایرها (Molly Maguires)
- اعضای فرد (Odd Fellows)
- طریقت پرچم ستاره نشان (Order of the Star Spangled Banner)
- طریقت پرنده سوم (The Order of the Third Bird)
- کیوآنون (QAnon)
- تانگ (Tong)

#### مکزیک:
- تیپ‌های زنانه سنت ژان دارک (Feminine Brigades of St. Joan of Arc)
- اِل یونکه (سازمان) (El Yunque (organization))

### آمریکای جنوبی

#### برزیل:
- شیندو رِنمی (Shindo Renmei)

## مخالفت
همچنین ببینید: ضد فراماسونری
کلیسای کاتولیک به شدت با انجمن‌های مخفی، به ویژه فراماسون‌ها، مخالف بوده و هست. این مخالفت در ایالات متحده تا حدودی کاهش یافت و عضویت در اتحادیه‌های کارگری و شوالیه‌های کلمبوس مجاز شد، اما در مورد فراماسون‌ها همچنان وجود دارد. برخی از فرقه‌های مسیحی همچنان در قرن بیست و یکم، اعضای خود را از پیوستن به انجمن‌های مخفی منع می‌کنند. به عنوان مثال،  کلیسای متدیست وسلیان آلگنی و  کلیسای ادونتیست‌های روز هفتم.